# Palagianello
Palagianello község (comune) Olaszország Puglia régiójában, Taranto megyében.

## Fekvése
Tarantótól északnyugatra fekszik, a Murgia-fennsíkon. Átszeli a Gravina di Palagianello patak mély szurdokvölgye.

## Története
A település első említése 1463-ból származik, amikor Giacomo Protonobilissimót nevezte ki a nápolyi király a vidék hűbérurának. A legutóbbi történészi kutatások szerint valószínűleg az ókori alapítású Palaianum utóda lehet. 1807-ben, amikor a Nápolyi Királyságban felszámolták a feudalizmust a szomszédos Palagiano része lett, és csak 1907-ben lett önálló település.

## Népessége
A népesség számának alakulása:

## Főbb látnivalói
- számos barlangtemplom, melyeket a Murge könnyen megmunkálható mészkőrétegeibe vájtak (Santi Eremiti, San Nicola, Sant'Andrea, San Gerolamo)
- Castello Stella-Caracciolo - a 14. században épült vár.